# Pleegt een hond zelfmoord
Pleegt een hond zelfmoord is een misdaadhoorspel dat geschreven is door Lex van Haaften en dat door Hero Muller geregisseerd werd. Het werd op 1 februari 1976 uitgezonden door AVRO. Het hoorspel bevat twee delen.

## Verhaal
Peter Groenendaal komt overstuur thuis. Hij heeft iets vreselijks gedaan: hij heeft Brammetje, de hond van de buren, doodgereden. Volgens hem kwam het dier opeens de weg op rennen. Dan komt de politie langs om Groenendaal te arresteren. Niet voor het aanrijden van de hond, maar voor het doodrijden van zijn buurvrouw.

## Rolverdeling
- Peter Groenendaal - Hans Hoekman
- Ingrid Groenendaal - Marijke Merckens
- eerste rechercheur - Wim de Meyer
- tweede rechercheur - Johan Sirag
- Karel van Ravenstein - Bert Dijkstra
- Petersen - Piet Römer
- Miep van Gelder - Barbara Hoffmann
- Annet van Ravenstein - Joke van den Berg